# Stander (film)
Pour plus de détails, voir Fiche technique et Distribution.
Stander est un film sud-africain réalisé par Bronwen Hughes, sorti en 2003.

## Synopsis
L'histoire vraie d'André Stander, un ancien officier de police sud-africain devenu braqueur de banques. Arrêté une première fois par son partenaire Cor Van Deventer, il s'échappe de prison avec deux autres détenus, Lee McCall et Allan Heyl, avec qui il s'est lié d'amitié et reprend avec eux ses activités criminelles.

## Fiche technique
- Titre original : Stander
- Réalisation : Bronwen Hughes
- Scénario : Bima Stagg
- Photographie : Jess Hall
- Montage : Robert Ivison
- Musique : David Holmes
- Pays d'origine :  Afrique du Sud
- Langue originale : anglais, afrikaans, zoulou
- Format : couleur - 1.85 : 1 - Dolby Digital
- Genre : biopic
- Durée : 116 minutes
- Dates de sortie :
  -  Canada : 6 septembre 2003 (Festival international du film de Toronto)
  -  Afrique du Sud : 10 octobre 2003

## Distribution
- Thomas Jane : André Stander
- Dexter Fletcher : Lee McCall
- David O'Hara : Allan Heyl
- Deborah Kara Unger : Bekkie Stander
- Ashley Taylor : Cor Van Deventer
- Marius Weyers : le général Stander

## Accueil
Il recueille 73 % de critiques favorables, avec une note moyenne de 6,5/10 et sur la base de 62 critiques collectées, sur le site Rotten Tomatoes.